# Abae

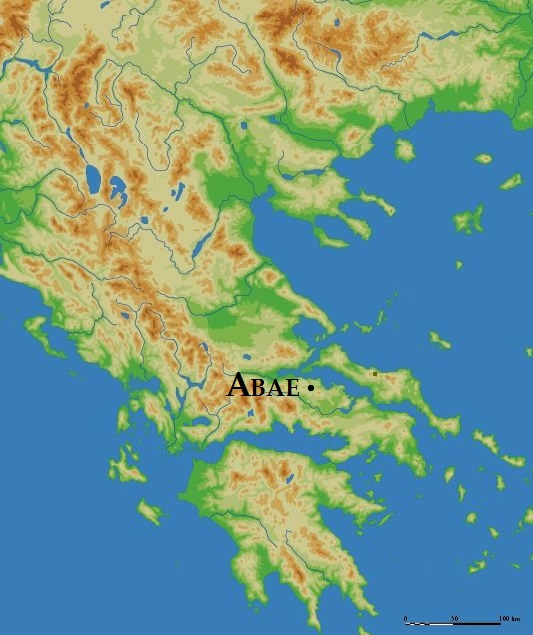
Ligging van Abae.

Abae (Oudgrieks: Ἅβαι, Ábai) was een Oud-Griekse polis (van de Abantes) in het noordoosten van het landschap Phocis in de nabijheid van Kalapodi, op de grenzen van Boeotië. Het stond in de oudheid bekend om haar tempel en orakel van Apollon Abaios. Restanten van de stadsmuren en een tempel tonen aan, dat de stad nabij het huidige Exarchos, 10 km ten zuidwesten van Atalanti, in de vallei van de Assos op een rotsachtige uitloper van een vlakte lag, die aan de ongeveer 2,5 kilometer afgelegen pas van Hyampolis grensde. Abai bevindt zich aan een van Orchomenos naar Opus leidende straat.

## Geschiedenis
De stad werd volgens de lokale traditie Abai genoemd naar haar mythische stichter Abas, koning van Argos. Aristoteles daarentegen voert de stichting van de stad terug op Thraciërs.

### Orakelheiligdom van Apollon
Abai stond bekend voor een buiten de stadsmuren gelegen oud orakelheiligdom van Apollon, van het welke echter slechts weinig restanten voor handen zijn. Dit orakel zou onder andere door Croesus, de laatste koning van Lydië, en Mardonius zijn geraadpleegd geworden, alsook door de Thebanen voor de slag bij Leuktra (371 v.Chr.).
Door de vele aanroepingen van het orakel was het in de 5e eeuw v.Chr. rijk aan votieven - zoals bijvoorbeeld de schilden en standbeelden die door de Phociërs werden geschonken. De tempel werd in 480 v.Chr. tijdens de Perzische Oorlogen van de Perzische koning Xerxes I, alsook in 352 v.Chr. door de Thebanen in de Derde Heilige Oorlog verwoest en geraakte sindsdien verder in verval.
De Romeinse keizer Hadrianus liet naast het oude heiligdom een ruimere, iets kleinere Apollontempel oprichten, in dewelke beelden van Apollo, Latona en Diana werden opgesteld.

### De stad Abae
De stad zelf werd in 480 v.Chr. door Xerxes I en in 352 v.Chr. door de Thebanen ingenomen. Koning Philippus II van Macedonië spaarde haar in 346 v.Chr., omdat ze - in tegenstelling tot alle ander Phocische steden - tijdens de Derde Heilige Oorlog niet aan de aanval op het orakel van Delphi had deelgenomen. In 208 v.Chr. werd Abae dan echter toch door de Macedoniërs onder Philippus V van Macedonië aangevallen; het orakel bleef echter vrijgesteld van belastingen. Tijdens de hellenistische periode werd Abae door het nabijgelegen Hyampolis in belang overvleugeld. In de Romeinse tijd was Abae als heilige stad autonoom.

## Archeologische opgravingen
Vandaag de dag resten nog enkel de polygonale muren van de akropolis uit de 5e/5e eeuw v.Chr. en de restanten van een tempel. In de necropolis aan de berghelling ten westen van het heiligdom werden zeldzame bronzen voorwerpen uit de hellenistisch-Romeinse tijd gevonden, en verder ook geïmporteerde Korinthische en Attische keramiek alsook terracotta.

## Antieke bronnen
- Diodorus, XVI 58.3-6.
- Eusebius van Caesarea, Praeparatio evangelica VIII 14.
- Hesychius, s. v. Ἅβαι.
- Herodotus, Historiën I 46, VIII 27, 33, 133.
- Pausanias, IV 32.5, X 3.2, 35.1-5.
- Sophocles, Koning Oedipus 899.
- Strabo, Geographika IX 3 § 13, X 1 § 3.